# Vincenzo de Napoles

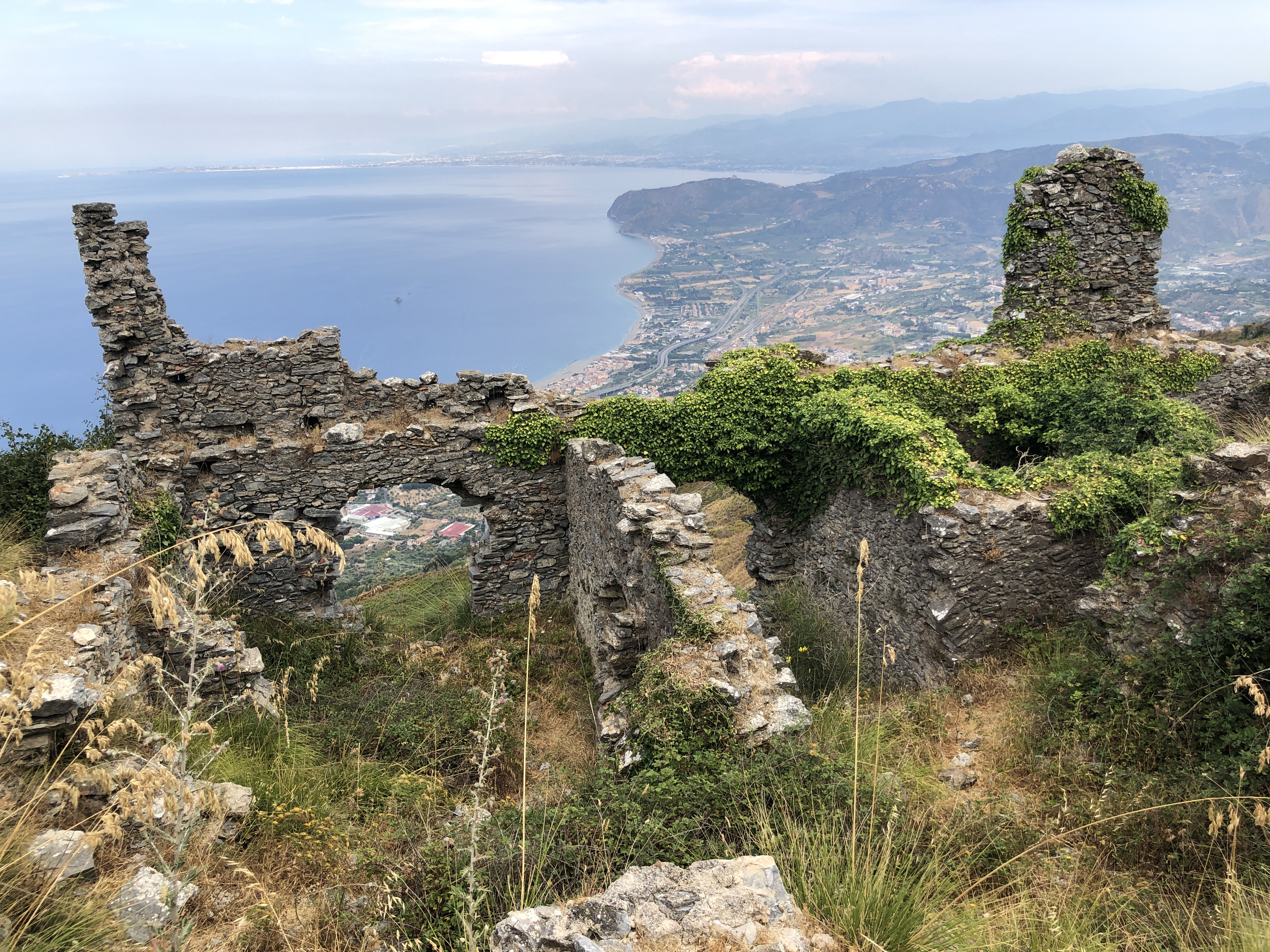
Voormalig dorp Gioiosa Guardia, nabij Gioiosa Marea aan de zee, Sicilië

Vincenzo de Napoles of Napoli (Troina, 1574 – Gioiosa Guardia, 23 augustus 1648) was een rooms-katholiek prelaat in het koninkrijk Sicilië, dat deel uitmaakte van het Spaanse Rijk.

## Levensloop
Hij was een zoon van Paolo de Napoles en Agata Pizzuto. Hij studeerde aan de universiteit van Catania, waar hij driemaal tot doctor werd gepromoveerd: doctor in de theologie en doctor in beide rechten of utriusque iuris. Na zijn priesterwijding werd hij parochiepriester in zijn geboortedorp Troina. 
Nadien was Napoles een zevental jaar werkzaam in de hofkapel van de onderkoning van Sicilië in Palermo.
Op order van koning Filips III benoemde paus Paulus V hem tot bisschop van Patti (1609). Hij bleef bijna veertig jaren op deze bisschoppelijke troon. Van deze bestuursperiode is bekend dat hij geld besteedde aan liefdadigheidswerken.
Napoles overleed in Gioiosa Guardia, een van de vijf heerlijkheden die de bisschoppen van Patti bestuurden.